# David Elkind
David Elkind, né le 11 mars 1931, est un psychologue et professeur d'université américain, spécialisé en Psychologie du développement. Ses travaux de recherche sont dans les domaines de la perception, du développement cognitif et social, où il s'est appuyé sur les recherches et la théorie de Jean Piaget.

## Biographie
Il obtient son doctorat à l'université de Californie à Los Angeles puis devient, pour une année, assistant de recherche de David Rapaport à l'Austen Riggs Center à Stockbridge. En 1964-1965 il fait un post-doc avec une bourse de la National Science Foundation à l'Institut d'épistémologie génétique dirigé par Jean Piaget, à Genève. 
David Elkind est nommé professeur de psychologie développementale à l'Université Tufts (Medford (Massachusetts)) en 1978, jusqu'à sa retraite académique en 2007. Il a également été professeur de psychologie, de psychiatrie et d'éducation à l'université de Rochester.
Il est connu pour ses livres, The Hurried Child, celui-ci étant un enfant qui est selon lui, « trop souvent confronté » aux questions des adultes, The Power of Play et Miseducation, celle-ci étant pour lui une façon de « pousser » les enfants à l'apprentissage de compétences et de concepts sans attendre le développement de leur esprit et la passion nécessaire pour soutenir leurs apprentissages académiques sur le long terme, qui mettent en garde les professionnels de la petite enfance sur les dangers à exiger de la part des très jeunes enfants les compétences normalement demandées à l'école élémentaire. Il fait valoir le risque, pour les parents et les éducateurs, de favoriser involontairement des pratiques inappropriées d'enseignement et d'apprentissage, susceptibles de fausser le bon développement des apprentissages. Ses recherches sont associées aux théories qui postulent un effacement des marqueurs sociaux.
Il est Président de la National Association for the Education of Young Children.

## Publications
- The Hurried Child
- The Power of Play
- All Grown Up and No Place to Go
- Miseducation. Grandparenting: Understanding Today's Children, 1989
- Parenting Your Teenager
- Images of the Young Child
- Understanding Your Child
- A Sympathetic Understanding of the Child: Birth to Sixteen
- Ties That Stress: The New Family Imbalance, 1994
- The Power of Play: Learning What Comes Naturally